# Jorge Peredo
Jorge Sigfrido Peredo Gutierrez (né à Santiago au Chili le 17 février 1953) est un joueur de football international chilien, qui évoluait au poste d'attaquant.

## Biographie

### Carrière en club
Jorge Peredo évolue au Chili et en Bolivie. Il joue principalement en faveur du Deportes Aviación, de l'Unión Española, et du CD Palestino.
Il dispute 171 matchs en première division chilienne, inscrivant 64 buts. Il marque 22 buts en 1977, ce qui constitue sa meilleure performance.
Il joue six matchs en Copa Libertadores, inscrivant deux buts. Il marque un but contre l'équipe brésilienne du Sao Paulo FC en avril 1978, puis un but contre le CD Palestino en mai 1978.

### Carrière en sélection
Jorge Peredo reçoit quatre sélections en équipe du Chili lors de l'année 1979, inscrivant quatre buts. Toutefois, certaines sources font mention de cinq sélections.
Il participe avec l'équipe du Chili à la Copa América 1979. Lors de cette compétition, il inscrit quatre buts. Il marque un but contre le Venezuela, avant de récidiver, et d'inscrire un doublé contre cette même équipe. Il marque ensuite un dernier but contre la Colombie.

## Palmarès
| Unión Española - Championnat du Chili (1) : - Champion : 1977. - Coupe du Chili : - Finaliste : 1977. |  | Chili - Copa América : - Meilleur buteur : 1979 (4 buts). |